# Ahmed Oudjani

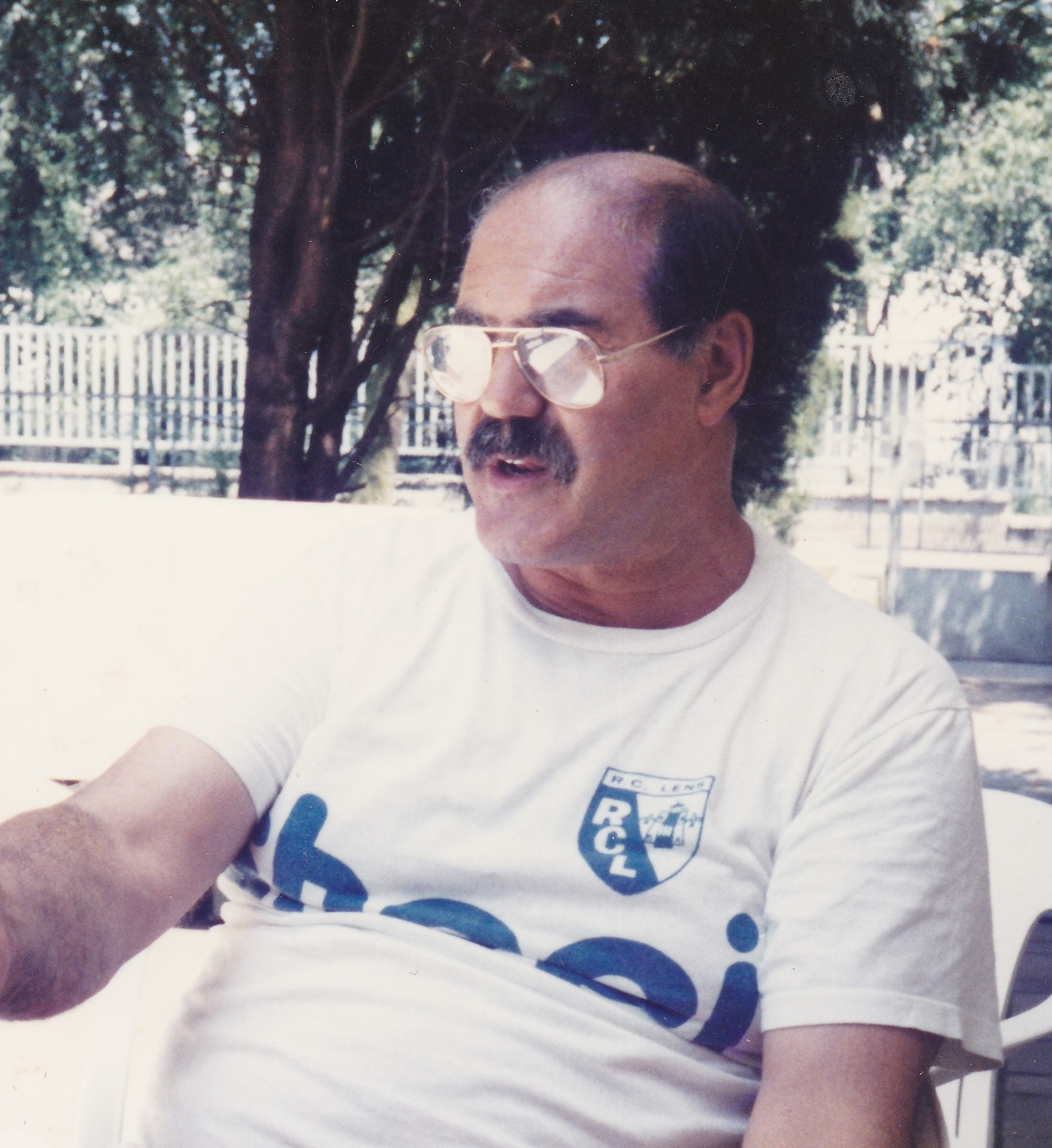
Ahmed Oudjani

Ahmed Oudjani (arabisch أحمد أوجاني, DMG Aḥmad Awǧāniyy; * 19. März 1937 in Philippeville (heute Skikda); † 15. Januar 1998 in Lille) war ein algerisch-französischer Fußballspieler.

## Vereinskarriere
Der Mittelstürmer kam zur Saison 1958/59 von der US Vendôme, für die er der erfolgreichste Torjäger in der Staffel West des drittklassigen CFA gewesen war, zum Erstdivisionär Racing Lens. Dort gelangen ihm in seinem ersten Profijahr gleich 15 Treffer. Auch 1959/60 erzielte kein anderer Spieler der Nordfranzosen, auch nicht sein Sturmpartner Michel Lafranceschina, mehr Tore als der junge Algerier, dessen 16 Tore für den 12. Platz unter den besten Angreifern der Liga reichten. Der 1,80 m große, athletische Ahmed Oudjani entwickelte sich aufgrund seiner unbekümmerten und erfolgreichen Spielweise schnell zum Liebling der Fans im Stade Félix-Bollaert.
Doch 1960 erfuhr seine sportliche Laufbahn eine zweijährige Unterbrechung aufgrund des algerischen Unabhängigkeitskrieges, dessentwegen er – wie etliche seiner Landsleute aus der Division 1, so bspw. Abdelaziz Ben Tifour, Saïd Brahimi, Rachid Mekhloufi und Mustapha Zitouni – nach Nordafrika zurückkehrte. Ob er auch mit der Waffe für die Befreiungsbewegung FLN gekämpft hat, ist nicht bekannt; aber er spielte mit der FLN-Auswahlmannschaft insbesondere in den Stadien Osteuropas und der Dritten Welt, um Werbung für die algerische Sache zu machen. Erst nach dem Friedensschluss (1962) kehrte er zum RC Lens zurück und „hatte nichts verlernt“: gleich 1962/63 gelangen ihm wieder 17 Punktspieltreffer (Platz 11 unter den Ligatorjägern).
Die „Blutrot-Goldenen“ – als Sang et Or werden die Lenser Spieler aufgrund ihrer Trikotfarben bezeichnet – beendeten die Spielzeiten dieser Jahre meist nur im Tabellenmittelfeld, aber 1963/64 kam Oudjani einem Titelgewinn so nahe wie nie wieder in seiner Karriere. Dabei musste die Elf zu Saisonbeginn einen erheblichen Aderlass verkraften: mit Robert Budzynski, Guillaume Bieganski und Stürmer Maryan Wisnieski hatten drei altgediente Stützen den Verein verlassen. Dennoch schloss Lens in der Meisterschaft auf dem dritten Platz ab, nur knapp hinter AS Saint-Étienne und AS Monaco, und im Landespokal erreichte seine Elf das Viertelfinale, in dem der spätere Endspielsieger Olympique Lyon sich trotz 0:1-Rückstands dank seiner eigenen Sturmspitzen Combin und Di Nallo allerdings mit 2:1 durchsetzte. Mehr noch: Ahmed Oudjani gelangen, oft nach Vorlagen des Rechtsaußen Georges Lech, exorbitante 30 Treffer, womit er Torschützenkönig wurde; am 8. Dezember 1963 schoss er gegen Racing Paris sechs Tore binnen 90 Minuten (Endstand: 10:2), eine in Frankreich nach dem Zweiten Weltkrieg bis heute unübertroffene Rekordzahl für eine einzelne Erstligabegegnung.
Auch in der Folgesaison erzielte er 15 Ligatore (Rang 7) und wechselte 1965 dennoch in die zweite Liga zum Racing Club Paris, der 1966/67 nach einer Fusion mit UA Sedan-Torcy als RC Paris-Sedan wieder in der höchsten Spielklasse antrat. Aufgrund gesundheitlicher Probleme brachte Oudjani es in diesen beiden Jahren aber lediglich auf 19 Punktspiele und sechs Treffer. 1967/68 spielte er beim unterklassigen SM Caen und ab 1968 in Algerien für US Tebessa sowie JSM Béjaïa, bevor er 1970 zu den Sang et Or zurückkehrte und in zwei Jahren für sie in 26 Zweitligaspielen noch sechs Tore erzielte. Anschließend arbeitete er für den Racing Club Lens insbesondere als Spielbeobachter und Jugendtrainer.
Ahmed Oudjani starb, erst 60-jährig, an einem Herzstillstand. Sein 1964 in Frankreich geborener Sohn Chérif, Stürmer wie sein Vater, spielte in den 1980ern und 1990ern gleichfalls in der höchsten französischen Spielklasse, unter anderem beim RC Lens, und für die algerische Nationalmannschaft. Allerdings konnte der Sohn auch einen großen Titel gewinnen, als er mit Algerien Afrikameister 1990 wurde.

### Stationen
- Union Sportive de Vendôme (1957/58)
- Racing Club Lens (1958–1960)
- FLN-Auswahl (1960–1962)
- Racing Club Lens (1962–1965)
- Racing Club de Paris (1965/66, in D2)
- Racing Club Paris-Sedan (1966/67)
- Stade Malherbe Caen (1967/68, im Amateurbereich)
- Union Sportive de Tebessa (1968/69)
- Jeunesse Sportive Madinet de Béjaïa (1969/70)
- Racing Club Lens (1970–1972, in D2)

## In der Nationalmannschaft
Oudjani hat für die algerische Nationalmannschaft eine Reihe von A-Länderspielen bestritten; die Quellen differieren hinsichtlich der Gesamtzahl (15 oder nur 8), was möglicherweise daran liegt, dass beileibe nicht alle Begegnungen aus den Anfangsjahren der 1963 gegründeten Nationalelf als offizielle gewertet werden. Gesichert ist aber sein Einsatz gegen Deutschland, das – in einer der letzten Partien unter Bundestrainer Herberger – am Neujahrstag 1964 Algerien unterlag; an der Seite weiterer ehemaliger Frankreich-Profis (Mekhloufi, Khennane, Zitouni und Torhüter Boubekeur) erzielte Ahmed Oudjani in der 30. Spielminute den Treffer zum 2:0-Endstand.
Auch an den anderen drei Länderspielen, die zu den ganz frühen Höhepunkten der Fennecs – „Wüstenfüchse“ ist eine Bezeichnung für die algerische Nationalelf – zählen, war er beteiligt: am 28. Februar 1963 beim 4:0 gegen die Tschechoslowakei, am 4. November 1964 beim 2:2 gegen die UdSSR und am 17. Juni 1965 beim 0:3 gegen Brasilien.

## Palmarès
- mindestens 8 A-Länderspiele (mindestens 1 Treffer) für Algerien
- 155 Spiele und 95 Tore in der Division 1, davon 148/94 für Lens, 7/1 für Paris-Sedan;[14] zudem 45/12 in der Division 2
- Torschützenkönig der Division 1: 1963/64